# Gregg Helvey
Gregg Helvey ist ein US-amerikanischer Filmregisseur.

## Leben
Gregg Helvey studierte Englisch und Französisch an der University of Virginia. Er arbeitete für das National Geographic Magazine und lehrte Französisch, Film und Fotografie am Wellington College (Berkshire). Anschließend machte er seinen Master of Fine Arts an der  USC School of Cinematic Arts in Filmproduktion.
2009 drehte er den Kurzfilm Kavi, der bei der Oscarverleihung 2010 als Bester Kurzfilm nominiert war. Im Anschluss wurde Helvey Mitglied der Academy of Motion Picture Arts and Sciences und 2013 Vorsitzender der Student Academy Awards.

## Filmografie

### Regie
- 2006: Overexposed (Kurz-Dokumentarfilm)
- 2007: The Partner (Kurzfilm)
- 2009: Kavi (Kurzfilm)

### Drehbuch
- 2012: Rising from Ashes (Dokumentarfilm)

### Produktion
- 2007: The Knife Grinder's Tale (Kurzfilm)
- 2016: Journey to the East (Fernsehserie)